# Józef Aumiller
Józef Aumiller (ur. 15 marca 1892 w Warszawie,  zm. 20 czerwca 1963 tamże lub w Wieleniu) – polski medalier i rzeźbiarz, projektant znaczków pocztowych i monet. 

## Życiorys
Syn Feliksa (zm. 1936). Kształcił się w Szkole Sztuk Stosowanych do 1910 roku i Szkole Sztuk Pięknych w Warszawie w latach 1910–1913. Do roku 1925 pracował we własnej pracowni, tworząc płaskorzeźby, nagrobki, statuetki, portrety oraz projekty dla przemysłu metalowego w zakresie sztuki stosownej. W latach 1925–1939 był kierownikiem artystycznym Mennicy Państwowej w Warszawie.
Od 1951 profesor Akademii Sztuk Pięknych w Warszawie. W twórczości artysty można zaobserwować różne fazy od klasycyzmu przez formizm do impresjonizmu i ekspresjonizmu. Wykonał liczne projekty monet i medali, m.in. Wstąpienie Polski do Ligi Narodów (1926), Władysław Reymont (1926), projekt monety pięciozłotowej (1936), Autoportret artysty (1958), Vincent van Gogh (1962).
Zmarł w Warszawie, pochowany na cmentarzu Powązkowskim (kwatera 299-6-11).

## Ordery i odznaczenia
- Złoty Krzyż Zasługi (dwukrotnie: 11 listopada 1936[3], 11 lipca 1955[4])
- Medal 10-lecia Polski Ludowej (19 stycznia 1955)[5]

## Wybrane projekty
- 2 złote 1936 Żaglowiec
- 5 złotych 1936 Żaglowiec
- 2 grosze 1923 Dwukrotny rewers
- 1 złoty 1928 Wieniec dębowy
- 1 złoty 1928 Wieniec kwiatowy nieprzewiązany
- 1 złoty 1928 Wieniec kwiatowy przewiązany
- 1 złoty 1928 Wieniec zbożowy
- 1 złoty 1929 Wieniec kwiatowy nieprzewiązany